# Divizia A1 de volei masculin 2024-2025
Sezonul Divizia A1 2024-2025 este al 76-lea sezon al Divizia A1, cea mai înaltă ligă profesionistă de volei din România.